# Waratton
Waratton, Waratto, of Warato (gestorven in 686), was twee keer de hofmeier van Neustrië en Bourgondië. Zijn eerste termijn duurde van 680 of 681 (de dood van Ebroin) tot 682, toen zijn zoon Gislemar (of Ghislemar) hem afzette en het hofmeierschap overnam. Nochtans, Waratton vestigde zich spoedig opnieuw en bleef tot zijn dood in 686 regeren. 
Hij zorgde voor vrede tussen de drie Frankische koninkrijken en sloot ook vrede met Pepijn van Herstal in 681. Zijn dochter Anstrude huwde later met hertog Drogo van Champagne, de oudste zoon van Pepijn. 
Waratton huwde Ansflede en had de twee voornoemde kinderen : 
- Ghislemar (gestorven rond 684) : de hofmeier van Neustrië en Bourgondië (682)
- Anstrude : huwde eerst met Berthar, de hofmeier van Neustrië en Bourgondië (686-687), en ten tweede huwde ze met hertog Drogo van Champagne (de zoon van Pepijn van Herstal).